# Юкатански проток
Юкатанският проток (на испански: Canal de Yucatán) е проток между полуостров Юкатан (в Мексико) на запад и остров Куба на изток, свързващ Мексиканския залив на север с Карибско море на юг. Минималната му ширина между нос Сан Антонио (на остров Куба) и нос Каточе (на полуостров Юкатан) е 217 km, а максималната му дълбочина е 2779 m (близо до остров Куба). През него от юг на север преминава мощното Юкатанско течение (скорост 2 – 9 km/h), обуславящо натиска на водата и повишаването на нивото ѝ в Мексиканския залив, в резултата на което през Флоридския проток започва изтичане на огромно количество топла вода, даваща началото на другото мощно течение Гълфстрийм. На мексиканския бряг е разположен пристанищния и курортен град Канкун, а на кубинския – град Ла Фе. 